# Déléage
Déléage est une municipalité du Québec située dans la MRC de La Vallée-de-la-Gatineau dans la région administrative de l'Outaouais.

## Histoire
Elle est nommée en l'honneur du père oblat Jean-François-Régis Déléage (1821-1884), né en Haute-Loire et missionnaire dans l'Outaouais, de 1853 à 1879.

## Démographie
| 1991  | 1996  | 2001  | 2006  | 2011  | 2016  | 2021  |
| ----- | ----- | ----- | ----- | ----- | ----- | ----- |
| 1 921 | 2 036 | 1 999 | 1 964 | 1 856 | 1 852 | 1 916 |

## Administration
Les élections municipales se font en bloc pour le maire et les six conseillers.
| Déléage Maires depuis 2001                                                                                           |                 |         |          |
| Élection | Maire           | Qualité | Résultat |
| 2001 | Palma Morin     |         | Voir     |
| 2005 | Jean-Paul Barbe |         | Voir     |
| 2009 | Jean-Paul Barbe | Voir    |          |
| 2013 | Bernard Cayen   |         | Voir     |
| 2017 | Raymond Morin   |         | Voir     |
| 2021 | Anne Potvin     |         | Voir     |
| Élection partielle en italique Depuis 2005, les élections sont simultanées dans toutes les municipalités québécoises |                 |         |          |

## Galerie photos
|  |